# Paulo Rocha (político)
Paulo Rocha es un político caboverdiano y actual Ministro de Interior de Cabo Verde, designado en 2016.